# العلاقات الغانية النيجيرية
العلاقات الغانية النيجيرية هي العلاقات الثنائية التي تجمع بين غانا ونيجيريا.

## مقارنة بين البلدين
هذه مقارنة عامة ومرجعية للدولتين:
| وجه المقارنة                                              | غانا         | نيجيريا                     |
| --------------------------------------------------------- | ------------ | --------------------------- |
| المساحة (كم2)                                             | 238.53 ألف   | 923.77 ألف                  |
| عدد السكان (نسمة)                                         | 26.91 مليون  | 190.89 مليون                |
| الكثافة السكانية (ن./كم²)                                 | 112.82       | 206.64                      |
| العاصمة                                                   | أكرا         | أبوجا، لاغوس                |
| اللغة الرسمية                                             | لغة إنجليزية | لغة إنجليزية، اللغة اليوربا |
| العملة                                                    | سيدي غاني    | نيرة نيجيرية                |
| الناتج المحلي الإجمالي (بليون دولار)                      | 47.33 مليار  | 375.77 مليار                |
| الناتج المحلي الإجمالي (تعادل القوة الشرائية) بليون دولار | 115.41 مليار | 1.09 تريليون                |
| الناتج المحلي الإجمالي الاسمي للفرد دولار أمريكي          | 1.37 ألف     | 2.64 ألف                    |
| الناتج المحلي الإجمالي للفرد دولار أمريكي                 | 4.08 ألف     | 5.91 ألف                    |
| مؤشر التنمية البشرية                                      | 0.579        | 0.514                       |
| رمز المكالمات الدولي                                      | +233         | +234                        |
| رمز الإنترنت                                              | .gh          | .ng                         |
| المنطقة الزمنية                                           | 00           | ت ع م+01:00                 |

## منظمات دولية مشتركة
يشترك البلدان في عضوية مجموعة من المنظمات الدولية، منها:
| علم المنظمة | اسم المنظمة                                                | تاريخ انضمام غانا | تاريخ انضمام نيجيريا |
| ----------- | ---------------------------------------------------------- | ----------------- | -------------------- |
|             | مؤسسة التنمية الدولية                                      | 29 ديسمبر 1960    | 14 نوفمبر 1961       |
|             | الأمم المتحدة                                              | 8 مارس 1957       | 7 أكتوبر 1960        |
|             | منظمة التجارة العالمية                                     | ?                 | ?                    |
|             | البنك الإفريقي للتنمية                                     | ?                 | ?                    |
|             | وكالة ضمان الاستثمار متعدد الأطراف                         | 29 أبريل 1988     | 12 أبريل 1988        |
|             | مجموعة دول أفريقيا والكاريبي والمحيط الهادئ                | ?                 | ?                    |
|             | الاتحاد الأفريقي                                           | ?                 | ?                    |
|             | العملية المشتركة للاتحاد الأفريقي والأمم المتحدة في دارفور | ?                 | ?                    |
|             | منظمة الشرطة الجنائية الدولية                              | ?                 | ?                    |
|             | دول الكومنولث                                              | ?                 | ?                    |
|             | المركز الدولي لتسوية المنازعات الاستشارية                  | 14 أكتوبر 1966    | 14 أكتوبر 1966       |
|             | الاتحاد الدولي للاتصالات                                   | 17 مايو 1957      | 11 أبريل 1961        |
|             | الفريق المعني برصد الأرض                                   | ?                 | ?                    |
|             | البنك الدولي للإنشاء والتعمير                              | 20 سبتمبر 1957    | 30 مارس 1961         |
|             | الاتحاد البريدي العالمي                                    | ?                 | ?                    |
|             | منظمة حظر الأسلحة الكيميائية                               | ?                 | ?                    |
|             | مؤسسة التمويل الدولية                                      | 3 أبريل 1958      | 30 مارس 1961         |
|             | يونسكو                                                     | 11 أبريل 1958     | 14 نوفمبر 1960       |

## أعلام
هذه قائمة لبعض الشخصيات التي تربطها علاقات بالبلدين:
- فيستوس بيز (لاعب كرة قدم نيجيري، 11 أبريل 1980[20] – )
- لولا راي (20 يناير 1991 – )

## وصلات خارجية
- موقع وزارة الخارجية الغانية
- موقع وزارة الخارجية النيجيرية